# 星点东方鲀
星点东方鲀（学名：Takifugu niphobles）又名黑點多紀鲀、星點多紀魨，俗名星點河魨、龟鱼，是輻鰭魚綱魨形目四齒鲀科东方鲀属的一種鱼类。

## 分布
星点东方鲀分布于西北太平洋區，包括日本、台灣、韓國、越南，以及中国南海、东海、渤海、黄海、香港海域，该物种的模式产地在东京、Misaki、Wakanoura、Tsuruga、長崎。

## 生活水深
5-100公尺。

## 特徵
星点东方鲀體呈圓筒形，被覆由鱗片特化的細棘；口小。背部呈褐紅色或暗綠色，散布許多淡色圓斑點；腹部白色。體側近胸鰭部位有一黑色胸班，背鰭基底也有一黑斑，尾鰭截形，各鰭黃色，尾鰭後緣橙黃色。背鰭軟條12-14枚；臀鰭軟條10-12枚，體長可達15公分。

## 習性
星点东方鲀常生活于近海底层，喜栖息于沿岸海草丛生的海域和河口附近岩礁區。游動緩慢，受驚嚇時會吸入大量空氣或水，將魚體鼓脹成圓球狀，以嚇退掠食者，屬肉食性，以甲殼類、軟體動物等為食。繁殖期時，成魚會聚集在沿岸礫石區產卵受精。

## 經濟價值
食用魚，但皮膚、精巢和內臟均有河豚毒素。